# 伊萬霍羅德 (扎波羅熱州)
48°2′22″N 34°59′8″E / 48.03944°N 34.98556°E
伊萬霍羅德（烏克蘭語：Івангород）是位於烏克蘭東南部的村莊，由扎波羅熱州扎波羅熱区的希羅凱市鎮負責管轄。該村始建於1930年，面積3平方公里，海拔高度119米，2001年人口32，人口密度每平方公里10.7人。